# جون كاسيدي
جون كاسيدي (1963 - ) (بالإنجليزية: John Cassidy)‏ هو صحفي ولاعب كريكت بريطاني.